# Cantonul Versailles-Nord-Ouest
Cantonul Versailles-Nord-Ouest este un canton din arondismentul Versailles, departamentul Yvelines, regiunea Île-de-France, Franța.

## Comune
- Versailles, deel van de gemeente : 28.585 locuitori (reședință)